# Rewrite
Rewrite (リライト, Riraito) é uma visual novel japonesa desenvolvida pela Key, uma marca da VisualArt's. Foi lançado em 24 de junho de 2011 para Windows e é classificado para todas as idades. Rewrite é o nono jogo da Key, junto com outros títulos como Kanon, Air, e Clannad. A Key lançou um fan disc expandindo a história do jogo titulado Rewrite Harvest festa! em 27 de julho de 2012 para Windows. Rewrite foi portado para PlayStation Portable, PlayStation Vita e PlayStation 3. A história segue a vida de Kotarou Tennouji, um estudante colegial com poderes super-humanos que investiga mistérios sobrenaturais com cinco garotas da sua escola na cidade fictícia de Kazamatsuri. Isto o leva para o meio de um conflito entre famílias de super-humanos com o destino do mundo em jogo.
A jogatina em Rewrite consiste de rotas interativas que se ramificam em cenários múltiplos, e foca no protagonista recebendo suporte das 6 heroínas principais do jogo. Há também minigames e objetivos adicionais, que são necessários para completar o jogo. O jogo foi ranqueado como o mais vendido do Japão no tempo de seu lançamento, e apareceu novamente entre os 50 mais vendidos duas vezes depois. Houve adaptações de mangá baseadas em Rewrite publicadas pela ASCII Media Works e Ichijinsha. Antologias em quadrinhos, light novels e um artbook também foram publicados, assim como vários álbuns de música. Um anime para TV de 24 episódios, produzido pelo 8-Bit e dirigido por Tensho, foi ao ar entre Julho de 2016 e Março de 2017.

## Gameplay
Rewrite é uma visual novel na qual o jogador assume o papel de Tennouji Kotarou. Boa parte de sua jogatina consiste na leitura da narrativa e dos diálogos. O texto do jogo é acompanhado pelos sprites dos personagens, que representam com quem Kotarou está falando, colocados sobre a arte do plano de fundo do jogo. No decorrer do mesmo, o jogador encontra artes de CG em pontos mais específicos da estória, que ocupam a tela inteira. Quando o jogo é completado ao menos uma vez, uma galeria de CGs já vistos na jogatina e trilhas sonoras já tocadas se tornam disponíveis no menu inicial do jogo, na opção "Galeria". Rewrite segue rotas que se ramificam no decorrer da narrativa, dependendo das decisões que o jogador toma durante o jogo, o enredo seguirá uma rota específica.
Há oito rotas principais que o jogador pode experienciar, das quais três estão inicialmente disponíveis e as outras são liberadas depois. Durante o jogo, é dado ao jogador múltiplas opções de escolha, e a progressão do texto pausa nesses pontos até que uma escolha seja feita. Algumas decisões podem levar o jogo a terminar prematuramente, o qual oferece um final alternativo ao jogo e sem muitas explicações. Para ver todas as rotas inteiramente, o jogador terá que rejogá-lo várias vezes e escolher opções diferentes para seguir uma rota diferente da estória. Jogando-o pela primeira vez, apenas os cenários para as heroínas Kotori, Chihaya e Lucia estão aptos para serem lidos. Para acessar o cenário de Shizuru, o de Kotori precisa ser terminado antes. Similarmente, para acessar o cenário de Akane, deve ser completado o de Chihaya. Depois de ter jogado as rotas destas 5 heroínas, um cenário adicional chamado "Lua" é liberado no menu inicial. Depois de completado, um sétimo cenário chamado "Terra" é liberado, que foi escrito para ser o final verdadeiro da estória; Ambos Lua e Terra se centram na heroína principal, Kagari.
Durante o gameplay, o jogador encontra minigames com os quais interage através de um sistema semelhante ao GPS dentro do jogo chamado Mappie, o qual é renderizado como um mapa clicável. Na maioria dos casos, o jogador pode escolher pular automaticamente as partes do jogo que envolvem o Mappie, mas às vezes é obrigatório acessar esses minigames para poder avançar para o próximo evento. Quando se acessa o Mappie, o jogador encontra várias pessoas que se tornam amigas de Kotarou, e certas pessoas e itens encontrados levam o jogador a completar um objetivo. O nome dos amigos e das quests completadas são registrados na função de memória, que serve como uma enciclopédia de eventos. Se o jogador completar todos os 31 objetivos, um cenário bônus chamado Oppai (おっぱい, "peitos", traduzido para o português) é liberado. Oppai é uma mini-rota alternativa no cenário de Akane que serve apenas para fins cômicos, não tendo importância para a estória principal.
o medidor semelhante à uma engrenagem no canto inferior esquerdo da tela está relacionado à habilidade de reescrita de Kotarou. A seta do medidor se move para frente sempre que Kotarou usa sua habilidade, e o resultado de algumas cenas é determinado pro quanto a seta se moveu. Durante a maior parte do jogo, o texto é apresentado numa caixa de diálogo na parte inferior da tela, mas isso é mudado em algumas partes na rota da Terra, onde o texto é passado na tela inteira.
Em Rewrite Harvest Festa!, há seis cenários separados, um para cada heroína. O jogador pode escolher inicialmente jogar os cenários de Kotori, Chihaya e Lucia por uma tela de escolha de personagem. Uma vez que esses três cenários são completados, as rotas de Shizuru e Akane se tornam disponíveis, e depois de completadas essas duas, o cenário de Kagari é liberado. Depois de completar este último, um minigame de exploração em dungeon chamado Rewrite Quest é liberado.

## Trama

### Onde se passa
A parte principal da estória de Rewrite se passa na cidade fictícia de Kazamatsuri, Japão, onde a plantação e arborização deixaram a cidade cheia de árvores e vegetações. O protagonista Tennouji Kotarou e seus amigos da sociedade de pesquisa oculta atendem uma escola de ensino médio em Kazamatsuri, assim como passam o tempo juntos na sala do clube da sociedade. Fora da escola, locais frequentados incluem a floresta ao redor de Kazamatsuri, o caminho para a escola, a casa de Kotaroue alguns outros personagens, restaurantes, praças e outros. No decorrer da estória, Kotarou encontra uma dimensão alternativa de Kazamatsuri onde tudo é quieto e o céu é cinza. Há várias entradas para esta dimensão, um mundo secreto desenvolvido pela organização Gaia, na cidade. Ali, um ambiente sustentável existe para ser capaz de abrigar vida. Na rota da Lua, um monte onde flores margaridas crescem é mostrado proeminentemente no meio de uma arruinada Kazamatsuri onde a noite é eterna. Este monte aparece depois em Terra na floresta de Kazamatsuri.
Kazamatsuri é o cenário de uma guerra secreta sendo travada por dois grupos principais: Gaia e Guardian. Gaia, uma organização sob os auspícios do grupo de conservação ambiental Martel, é povoada por pessoas niilistas e misantrópicas capazes de estabelecer contratos (契約, keyaku) com os familiares (魔物, mamono), que se manifestam como substâncias alimentadas pela força vital do invocador. A própria Martel costumava ser uma igreja e contém nela um grupo sagrado de meninas com deficiências de desenvolvimento treinadas para serem cantoras de coral de uma canção de destruição, com o objetivo de expulsar e forçar o colapso da Terra. Guardian é dedicado à destruição de familiares e é composto quase inteiramente de seres humanos que possuem poderes especiais. Gaia e Guardian chegaram a Kazamatsuri em busca do familiar da Terra chamado Kagari, que se manifesta como uma jovem garota. Kagari, a principal heroína de Rewrite, tem o poder de iniciar um período de re-evolução, que reinicia o processo de desenvolver outro meio de vida inteligente. No entanto, isso é feito com o uso da energia da Terra e, quando os eventos de Rewrite ocorrem, não há mais energia para fazer outra re-evolução. Gaia quer capturar Kagari para garantir a destruição da humanidade, mas Guardian deseja procurar Kagari para matá-la, garantindo que a vida humana continue.

### Personagens Principais
O jogador assume o papel de Kotarou Tennouji, o protagonista de Rewrite. Ele é um estudante do segundo ano do ensino médio que tem uma personalidade brilhante e é bastante sociável com os outros. Kotarou é um sobre-humano com dois poderes chamados Rewrite e Aurora. A reescrita permite que ele reestruture e modifique permanentemente qualquer parte do corpo, incluindo o sangue, para aumentar suas habilidades físicas. Toda vez que Kotarou usa sua habilidade de Reescrever, ele usa parte de sua força vital e fica mais perto de ser um familiar completo. Já Aurora consiste em manipular sua energia para formar armas como uma espada ou garra. Ele é convidado para a sociedade de pesquisa oculta de sua escola pela presidente do clube, Senri Akane, que é aluna do terceiro ano e é referida como a "bruxa da escola" por outros estudantes devido à sua natureza misteriosa. Akane, uma heroína no jogo, não está entusiasmada com a perseguição de Kotarou ao sobrenatural, que ela inicialmente afirma não acreditar, mas que mais tarde é mostrada como uma figura de autoridade em Gaia. Akane também convida para o clube Chihaya Ohtori, uma estudante de transferência do segundo ano na classe de Kotarou que é muito forte, mas desajeitada. Chihaya, que também é uma heroína, levou uma vida protegida em Gaia e agora vive com seu mordomo Sakuya Ohtori, que se apresenta como seu irmão na escola, apesar de mais tarde no jogo ser revelado como um familiar que Chihaya contrata para se proteger.
Kotarou convida outras três meninas para a sociedade de pesquisa oculta que também são heroínas no jogo. Uma delas é Kanbe Kotori, amiga de infância de Kotarou em sua classe, que tem poucos amigos e começa a frequentar a escola regularmente após ingressar no clube. Ela tem uma personalidade divertida e um cão de estimação extremamente forte chamado Chibi-Moth, que na verdade mais tarde se revela como um familiar criado por Kotori a partir do corpo de seu cão morto de estimação, Pero. No entanto, ela não é afiliada a Gaia ou Guardian, e segue o caminho de uma antiga seita de invocadores chamada Druidas, que reverenciava a natureza e protegia Kagari com familiares até que Kagari estivesse pronta para tomar uma decisão de iniciar a re-evolução. Devido a Kotori contrair seus poderes e a identidade dos druidas de um visco mágico imbuído dos poderes de um druida, além de encontrar um ponto de poder que emite energia vital na floresta, ela pode criar familiares sem usar sua força vital. Outra heroína é a estudante do primeiro ano, Nakatsu Shizuru, uma garota tímida no comitê de ética pública que tem excelente audição, visão e pode ler lábios. Ela tem heterocromia, mas usa um tapa-olho sobre o olho direito, que mais tarde se revela como de cor dourada, por sentir embaraço disso; o olho esquerdo dela é azul. Shizuru é um membro de Guardian que tem a capacidade de produzir vários produtos químicos dentro de seu corpo, que podem ser usados para curar a si mesma e aos outros, paralisar e causar amnésia. Shizuru se junta ao clube com sua amiga Lucia Konohana, outra heroína e representante da classe de Kotarou. Lucia se agita facilmente com as palhaçadas dos meninos (principalmente Kotarou), é obcecada por limpeza e, portanto, sempre usa luvas. Como Shizuru, Lucia se revela como membro de Guardian e tem a capacidade de produzir miasma venenoso e pus como resultado de um experimento realizado pela Guardian, que ela toma medicamentos para suprimir, daí sua obsessão por usar luvas. Ela também pode criar vibrações dentro dos objetos que toca e quebrar o vidro à distância. Lucia e Shizuru têm velocidade, agilidade e reflexos sobre-humanos, além de outras habilidades.

### História
A história de Rewrite gira em torno do protagonista Tennouji Kotarou, um estudante de ensino médio que vive em Kazamatsuri, a história começa em 3 de outubro de 2010 na Lua. Kotarou, que está interessado nos mistérios de Kazamatsuri, especialmente nos relatos deanimais misteriosos não identificados, passa momentos com cinco meninas na sociedade de pesquisa oculta de sua escola: Kanbe Kotori, Ohtori Chihaya, Nakatsu Shizuru, Konohana Lucia e Senri Akane, esta última presidente do clube. Na rota comum, os membros do clube passam momentos divertidos e pacíficos juntos, se envolvendo com os mistérios sobrenaturais de Kazamatsuri. Durante esse tempo, Kotarou se apaixona por cada uma delas, cada uma em sua respectiva rota (escolher a rota de uma exclui a possibilidade de se envolver mais profundamente com as demais). Essas rotas representam várias linhas temporais independentes entre si nas quais o conflito entre Gaia e Guardian ocorre, embora se indique que a humanidade é inevitavelmente destruída em todas as linhas de tempo.
Depois que as cinco rotas das heroínas são concluídas, a história muda para um cenário em meio a uma Kazamatsuri em ruínas, onde Kotarou encontra Kagari em um mundo após a re-evolução, ainda na Lua. Kotarou neste momento é uma entidade unificada de todos os Kotarous de todas as linhas do tempo anteriores onde a humanidade foi destruída e ele tem vagas lembranças desses eventos. A Kagari da Lua está pesquisando para descobrir um caminho para que a Terra e a humanidade não sejam destruídas, e Kotarou tenta ganhar seu tempo enquanto luta contra vários familiares convocados por Kashima Sakura de Gaia cuja determinação é aniquilar a humanidade matando Kagari. Kotarou e todo o elenco se reúnem para proteger Kagari, que consegue terminar seu plano para permitir que a Terra e a humanidade coexistam enviando a força vital da lua de volta à Terra.

## Desenvolvimento
Rewrite é o nono jogo da Key e é o primeiro de suas visual novels a apresentar um formato 16: 9 de Proporção de tela em vez da relação de aspecto 4: 3 usada anteriormente. Rewrite também é o primeiro jogo da key a ser desenvolvido no motor gráfico SiglusEngine da VisualArt's. O planejamento do projeto foi liderado por Itaru Hinoue, que também é diretor de arte e designer de personagens de Rewrite. Durante o tempo em que a Key estava desenvolvendo seu quinto jogo Tomoyo After: It's a Wonderful Life em 2005, Hinoue teve mais tempo livre desde que estava apenas ajudando Fumio com o design do personagem, e foi aí que Hinoue teve a ideia inicial de Rewrite. Hinoue escreveu uma proposta com base na premissa de Rewrite e a passou para Takahiro Baba, presidente da VisualArt's.
Depois que o projeto foi aceito, Hinoue consultou o antigo redator principal de cenários da Key Jun Maeda sobre quem contratar para escrever Rewrite. No entanto, um escritor que Hinoue queria no projeto era Romeo Tanaka, de quem se tornou fã depois de jogar a visual novel de 2003 de FlyingShine Cross Channel, escrita por Tanaka. Embora ele inicialmente não tenha aceitado a oferta, Tanaka decidiu aceitar o projeto quando soube do tempo que lhe seria dado para realizar o trabalho. Quando ele aceitou, Tanaka ainda não sabia que Maeda havia deixado o cargo de principal escritor de cenários da Key e ficou mais interessado quando lhe disseram que escreveria a história geral de Rewrite.

Para o presidente da VisualArt's, se algo como veneno fosse injetado em Rewrite, uma reação química interessante ocorreria. Os cenários de Romeu são muito lógicos, e Key pode fazer moe como foco, então não havia nada que fosse "assustador".Portanto, ele tinha a sensação de que, se o gosto de Ryukishi estivesse misturado, o resultado seria definitivamente algo profundo e interessante, ouvi-o dizer.

—Yūto Tonokawa
Na época, o único outro escritor no projeto era Yūto Tonokawa da Key, que já havia contribuído com o sexto jogo da Key Little Busters!. Tanaka foi encarregado de elaborar toda a estrutura do cenário, e durante esse período, Takahiro Baba sugeriu que mais uma rota de heroína fosse adicionada à história para elevar o total para seis, mas para isso, eles tiveram que contratar outro escritor. Ryukishi07 de 07th expansion, os criadores dos jogos das franquias Higurashi no Naku Koro ni e Umineko no Naku Koro ni, foi contratado como o terceiro escritor, depois que Baba sugeriu, no final de 2007, que Key pedisse para ele se juntar à equipe para Rewrite. Por fim, Tanaka escreveu a história levando até as rotas da heroína, os cenários de Kotori e Akane, as rotas da Lua e da Terra e a rota bônus Oppai. Tonokawa escreveu as rotas de Chihaya e Shizuru, e Ryukishi07 escreveu a rota de Lucia. Tanaka planejou inicialmente para a duração da história de Rewrite ser mais ou menos na mesma escala do segundo jogo da KeyAir, mas, à medida que aumentava de tamanho, mais tarde ele tentou mantê-lo próximo à escala de Little Busters!.
Rewrite marcou a primeira vez desde o terceiro jogo da KeyClannad que Itaru Hinoue foi contratado como o único diretor de arte e designer de personagens em uma visual novel da empresa. Os uniformes escolares para as heroínas do jogo são desenhos antigos que Hinoue criou e usou antes em dōjinshi (trabalho auto-publicado). Em particular, Hinoue passou muito tempo desenhando a arte dos personagens em Rewrite devido em parte ao design dos uniformes escolares, o fato de que a maioria das personagens femininas tem cabelos longos, e devido ao aumento da proporção. Mais seis artistas gráficos trabalharam em Rewrite: Torino liderou a arte de fundo, Ryou Shigawa projetou e ilustrou os monstros, e a computação gráfica do jogo foi feita por Na-Ga, Shinory, Mochisuke e Minimo Tayama. A trilha sonora foi feita pelos compositores de assinatura da Key Jun Maeda e Shinji Orito, além de Maiko Iuchi de I've Sound, Sōshi Hosoi e Ryō Mizutsuki. Maeda também contribuiu para o controle de qualidade do jogo.

### Marketing e lançamento
Rewrite foi anunciado em 1 de abril de 2008, o que levou a algumas especulações sobre se era uma piada deprimeiro de Abril ou um anúncio real do novo jogo da Key. Foi anunciado no dia seguinte no blog da Key que a produção de Rewrite havia começado. Em 1º de abril de 2010, o site oficial de Rewrite foi atualizado com o anúncio de que o jogo seria um jogo adulto, sendo desmentido no dia seguinte como uma piada de 1° de Abril. Mais tarde, foi relatado pela Key em fevereiro de 2011 que definitivamente não seria produzida uma versão adulta de Rewrite. Em 1º de abril de 2011, a Key lançou um vídeo em formato anime com a música "Rewrite" de Psychic Lover. O vídeo foi animado pela White Fox, e dirigido por Motoki Tanaka. De novo houve alguma especulação sobre sua validade, mas a Key confirmou no dia seguinte que o vídeo e a música seriam usados em Rewrite como a segunda música-tema de abertura do jogo. A Key organizou um evento promocional em 8 de maio de 2011 chamado Rewrite Fes. em Akihabara. Várias ilustrações grandes dos personagens de Rewrite feitas por Hinoue foram exibidas no salão de eventos, bem como ilustrações dos personagens por vários artistas que foram originalmente publicados no site oficial do jogo. O evento contou com apresentações ao vivo de NanosizeMir e Psychic Lover, bem como discussões no palco de membros da equipe de desenvolvimento de 'Rewrite' e de dubladores presentes no jogo. Os membros da equipe incluíam Tonokawa e Ryukishi07, que falaram sobre o cenário do jogo, e Orito e Hoshi, que falaram sobre a música de Rewrite. Orito também se apresentou no evento com uma guitarra elétrica decorada com imagens de Rewrite, incluindo imagens de personagens e o logotipo do título. Mais tarde, o violão foi vendido no Yahoo! Auctions em julho de 2011 por 405.000 ienes. Os itens promocionais que podiam ser comprados no evento incluíam um panfleto de introdução de Rewrite, um material de papelaria do jogo, um álbum remix intitulado Deejay Busters!, com remixes de músicas de Little Busters! e o oitavo jogo da Key Kud Wafter, e uma light novel deKanon intitulada  Kanojotachi no Kenkai  (彼女 た ち の 見解, The Girls ' Opinions) escrita por Mariko Shimizu e ilustrada por Zen.
Uma longa demo de Rewrite veio com a versão de edição limitada de Kud Wafter, lançada em 25 de junho de 2010. Outra versão um pouco mais longa da demo, ver. 2.00, foi lançado no site oficial de Rewrite em 26 de março de 2011. Um programa de benchmark gratuito intitulado Chihaya Rolling ficou disponível para download no site oficial da Key em 20 de agosto de 2010. O programa, que também veio com a demo lançada anteriormente, apresenta Chihaya rolando ladeira abaixo e atingindo pedras e o cão de estimação de Kotori, Chibimoth.
O objetivo do programa é testar se um determinado computador rodandoWindows poderá jogar Rewrite ou outros jogos usando o motor gráfico SiglusEngine. Se uma classificação de D ou maior for exibida, a jogabilidade de Rewrite será normal, mas se E for mostrado, a jogabilidade será relativamente normal exceto por algumas exceções. Entre 21 de abril e 9 de maio de 2011, a VisualArt aceitou pedidos para um laptop de Rewrite em duas versões: uma normal e uma versão de AKN com especificações mais robustas; AKN refere-se a Akane. A versão do AKN vem com uma assinatura aleatória de ou Hinoue, ou Orito ou Tonokawa, embora a VisualArt também tenha vendido a versão do AKN sem assinatura alguma. A versão AKN também continha 16 imagens de papel de parede de 'Rewrite', com a versão normal com nove. Os laptops apresentam cinco temas separados de sons do sistema, que usam diálogos das dubladoras de cinco heroínas de Rewrite : Kotori, Chihaya, Akane, Shizuru e Lucia.
Enquanto 'Rewrite' foi originalmente planejado para ser lançado em 28 de abril de 2011, O jogo foi lançado posteriormente em 24 de junho de 2011 como uma versão de edição limitada, reproduzível em um DVD de 2 discos para computador com Windows. A edição limitada veio com um guia oficial de aproximadamente 80 páginas intitulado Rewrite of the Life, um álbum de remixes intitulado Soil, um CD contendo gravações do programa de rádio da Internet Radio Rewrite, três cartas originais do jogo de cartas Weiß Schwarz, um cartão original do Lycèe Trading Card Game, três capas extras de DVD e uma pulseira para celular. Mais de duas dúzias de lojas em akihabara e lojas on-line ofereciam itens promocionais especiais se a versão em edição limitada do jogo fosse comprada em sua loja. Esses itens incluíam cartões telefônicos, gift cards, correias para celular, buttons, tapetes de mesa, pôsteres, fronhas de almofada, sacolas, tapeçarias e lençóis. A edição regular de Rewrite foi lançada em 30 de setembro de 2011. A Prototype lançou uma versão para PlayStation Portable (PSP) de Rewrite em 17 de Abril de 2014; aqueles que compraram o jogo na pré-venda também receberam um drama CD esclusivo. Também foi lançado uma versão para PlayStation Vita (PS Vita) em 28 de agosto de 2014, e o drama CD incluído na versão para PSP também foi fornecido na versão de PS Vita por um período limitado. Uma versão de Playstation 3 também foi lançada, em 11 de fevereiro de 2015.

## Fan disce Rewrite+
Em entrevistas antes do lançamento de Rewrite, Tonokawa manifestou interesse em expandir a história se o jogo fosse bem recebido. Logo após o lançamento de Rewrite, Tonokawa abordou Takahiro Baba com a proposta, que aprovou a produção de uma fan disc. Intitulada Rewrite Harvest festa!, a fan disc foi produzida pela mesma equipe de Rewrite e foi lançada em 27 de julho de 2012, reproduzível no PC com Windows. O disco veio junto com uma trilha sonora original, intitulada Feast, um CD contendo gravações da Radio Rewrite, um livreto original, duas tiras para celular e um cartão promocional, cada um dos jogos de cartas colecionáveis Weiß Schwarz, Lycèe e Phantasmagoria. O protótipo lançou uma porta do PS Vita do Harvest festa! em 18 de maio de 2017.
Rewrite Harvest Festa! consiste em histórias secundárias que se expandem na história de Rewrite, o festival da colheita da história de Rewrite é expandido em Harvest festa!, e minigames são incluídos durante o curso da jogabilidade, como em Rewrite.[4] O tamanho do cenário em Harvest Festa! é aproximadamente comparável ao tamanho de Tomoyo After. A fandisc também apresenta a arte oficial da personagem Inoue, uma personagem coadjuvante que não foi ilustrada em Rewrite. Ao contrário de Rewrite, o Kotarou é totalmente dublado na fandisc. Os cinco temas de som do sistema incluídos nos laptops Rewrite foram lançados com a fandisc, com a adição do diálogo de Kagari por Kana Hanazawa.
Para anunciar Harvest festa!, a Good Smile Racing produziu um itasha (um carro com ilustrações de personagens no estilo anime) de um Daihatsu Hijet Cargo 2008 decorado com imagens do jogo, e percorreu o Japão entre 30 de maio e 26 de julho de 2012. O carro foi colocado no site japonês do Yahoo! Auctions em 3 de setembro de 2012, e foi vendido por 1.806.000 ienes depois de iniciar o leilão com 1 iene. Como a Rewrite Fes., realizada anteriormente, a Key organizou um evento promocional em 10 de junho de 2012 chamado Rewrite Harvest festa! Fes. em Akihabara. O evento contou com apresentações ao vivo de NanosizeMir e Aoi Tada, além de discussões no palco dos membros da equipe de desenvolvimento Tonokawa e Orito, além de dubladores presentes no jogo.
A Key lançou uma versão atualizada de Rewrite intitulada Rewrite+ em 29 de julho de 2016 para Windows. Inclui várias melhorias e revisões do cenário liderado por Romeo Tanaka, e ilustrações adicionais que não estão no jogo original. Rewrite+ contém o conteúdo adicional apresentado nas portas do consumidor, incluindo dublagem total de mais de 500 personagens, e a arte oficial de Inoue. Rewrite+ veio junto com Rewrite Harvest festa!, um álbum remix intitulado Selene com músicas de Rewrite e Harvest festa!, um CD contendo gravações do programa de rádio Radio Rewrite, e uma carta original de Weiß Schwarz. A Prototype lançou uma versão para PlayStation 4 com o conteúdo adicional de Rewrite+ em 23 de março de 2017. Uma versão em inglês de Rewrite+, incluindo Harvest festa!, será ainda lançada pela Sekai Project.

## Adaptações

### Mídia impressa
Uma adaptação de mangá, ilustrada por Sakana Tōjō e titulada Rewrite: Side-B, foi serializada na edição de outubro de 2010 na revista Dengeki G da ASCII Media Work. O mangá terminou sua serialização na edição de maio de 2014 da revista e foi continuado na Dengeki G's Comic entre as edições de junho de 2014 e julho de 2015. Oito volumes em formato tankōbon foram lançados para Side-B entre 27 de abril de 2011 e 27 de julho de 2015. Um segundo mangá, ilustrado por Shūichi Kawakami e titulado Rewrite: Side-R, foi serializado nas edições lançadas entre abril de 2011 e setembro de 2013 pela Dengeki Daioh, da ASCII Media Works. Cinco volumes de Side-R foram lançados entre 27 de junho de 2011 e 26 de outubro de 2013. Side-B e Side-R são feitos para serem lidos juntos.  Um terceiro mangá, com 4 quadrinhos, ilustrado por Miyura Yano e
intitulado Rewrite: Okaken e Yōkoso!! (Rewrite オカ研へようこそ!!), foi serializado nas edições lançadas entre junho de 2011 e abril de 2014 na Manga 4-koma Palette, da Ichijinsha. Dois volumes da Okaken e Yōkoso!! foram lançados: o primeiro em 21 de julho de 2012 e o segundo em 22 de agosto de 2014.  Um quarto mangá, ilustrado por Yayoi Hazuki e intitulado Rewrite: Okaken Blog (Rewrite ‒OKA☆KEN ぶろぐ‒), foi serializado nos volumes do 20 até o 29 na Dengeki G's Festival! Comic, da ASCII Media Works, vendidos entre 26 de outubro de 2011 e 26 de abril de 2013. Dois volumes do Okaken Blog foram lançados: o primeiro em 27 de julho de 2012, e o segundo em 27 de julho de 2013. Um quinto mangá, ilustrado por Zen e intitulado Rewrite: Side-Terra, foi serializado entre a edição de novembro de 2016 da Dengeki G's Comic, vendida em 30 de setembro de 2016 e a edição de setembro de 2018, vendida em 30 de julho de 2018. Quatro volumes de Side-Terra foram lançados entre 27 de setembro de 2016 e 27 de setembro de 2018.
Também houve vários conjuntos de antologias de mangá, produzidas por diferentes empresas e desenhadas por uma infinidade de artistas diferentes. Uma antologia publicada por Taibundo e ilustrada por Zen, intitulada Earth Star Comics Rewrite, foi publicada em setembro de 2011. Dois volumes de uma série de antologia lançada por Ichijinsha sob o título Rewrite Comic Anthology foram lançados entre setembro e novembro de 2011, com um terceiro volume a ser lançado em setembro de 2016. Uma antologia de mangá intitulada Rewrite Comic A La Carte: Okaken Katsudō Hōkokusho (Rewrite　コミックアラカルト オカ研活動報告書) apareceu na Comp Ace, da Kadokawa Shoten, e um único volume foi lançado em outubro de 2011.
Uma série de sete histórias curtas intituladas Official Another Story Rewrite: Ha Yure Sasayaku Shōkei de, escrita pelos autores de Rewrite e ilustrada por Zen, foi serializada nas edições lançadas entre setembro de 2011 e março de 2012 da Revista Dengeki G. Auto-descrita como uma história ilustrada oficial para Rewrite, as histórias curtas foram coletadas em um único volume lançado em 27 de julho de 2012. Três volumes de uma série de compilação de contos de vários autores, intitulada Rewrite SSS, foram publicados pela Harvest entre outubro de 2011 e janeiro de 2012. Quatro volumes de uma antologia de light novel foram publicados pela Paradigm sob a impressão da VA Bunko intitulada Rewrite Novel Anthology, foram lançados entre novembro de 2011 e fevereiro de 2012. Um livro de arte de 224 páginas intitulado Rewrite Perfect Visual Book (Rewrite パーフェクトビジュアルブック) foi lançado em 30 de novembro de 2011 pela ASCII Media Works. O livro contém resumos de histórias dos cenários do jogo, informações sobre o elenco de personagens, entrevistas da equipe de produção e ilustrações com arte do jogo.

### Programa de rádio na internet
Um programa de rádio na Internet para promover Rewrite chamado Radio Rewrite: Gekkan Tera Kazamatsuri Gakuin Shikyoku (ラジオRewrite 月刊テラ・風祭学院支局, Radio Rewrite: Terra Monthly Magazine - Kazamatsuri Academy Branch) transmitiu 70 episódios entre 27 de maio de 2011 e 28 de setembro de 2012. O programa foi transmitido on-line toda sexta-feira, e foi produzido pelas estações de rádio japonesas na Internet Hibiki e Onsen. O show foi apresentado por Masakazu Morita e Chiwa Saitō, que dublam Tennouji Kotarou e Kanbe Kotori, respectivamente. Sete volumes de compilação de CD contendo todos os 70 episódios foram lançados entre 30 de setembro de 2011 e 28 de agosto de 2013.

### Anime
Uma adaptação para anime para TV de 24 episódios da série foi dirigida por Tensho e feita pelo estúdio 8-Bit. Os primeiros 13 episódios foram ao ar entre 2 de julho e 24 de setembro de 2016. Os últimos 11 episódios foram ao ar de 14 de janeiro a 25 de março de 2017 e adaptam as rotas Moon e Terra da visual novel. A série também foi transmitida pela Crunchyroll com legendas em inglês. O roteiro foi escrito por Takashi Aoshima e Tatsuya Takahashi com Romeo Tanaka e Kai, creditados por colaborarem na composição e nos roteiros. A série apresenta o design de personagens de Masayuki Nonaka, que baseou os desenhos nos conceitos originais de Itaru Hinoue. A série foi lançada em 13 volumes compilados em DVD e Blu-ray, entre 28 de setembro de 2016 e 27 de setembro de 2017 pela Aniplex.
O primeiro tema de abertura é "Philosophyz (TV animation ver.)" e o primeiro tema de encerramento é "Sasayaka na Hajimari (TV animation ver.)" (ささやかなはじまり 〜TV animation ver.〜), ambos cantados por Runa Mizutani do NanosizeMir. Ambas as músicas são remixes das músicas-tema apresentadas nas visual novels originais "Rewrite" e "Rewrite Harvest Festa!". O segundo tema de abertura é "End of the World", de Anri Kumaki, e o segundo tema de encerramento é "Word of Dawn", de Aoi Tada. O terceiro tema de abertura é "Tabi" (旅), uma peça instrumental composta por Jun Maeda. O quarto tema de abertura é "Last Desire", cantado por Maon Kurosaki, e o terceiro tema de encerramento é "Instincts", de Mizutani. O resto da trilha sonora da série de anime é amostrada da trilha sonora d visual novel.

## Música
Rewrite tem sete peças de música tema: dois temas de abertura e cinco temas de encerramento. O primeiro tema de abertura é "Philosophyz", de Runa Mizutani, do grupo de música dōjin NanosizeMir. O segundo tema de abertura é "Rewrite", de Psychic Lover. O primeiro tema de encerramento é "Yami no Kanata e" (闇の彼方へ, Beyond the Darkness) de NanosizeMir, e é usado nos cenários de Kotori, Chihaya e Lucia. Os próximos dois temas de encerramento são "Koibumi" (恋文, Love Letter) e "Itsuwaranai Kimi e" (偽らない君へ), ambos cantados por Nagi Yanagi. "Koibumi" é usado na rota de Shizuru, e "Itsuwaranai Kimi e" é usado na história de Akane. "Itsuwaranai Kimi e" também é usado como uma música de inserção durante a rota de Lucia. Os dois últimos temas de encerramento são "Watari no Uta" (渡りの詩)(usado na rota da Lua) e "Canoe" usado na rota da Terra, ambos cantados por Aoi Tada.
Em Rewrite Harvest festa!, O tema de abertura é "Harvest", de Tada, e o tema de encerramento é "Sasayaka na Hajimari" (ささやかなはじまり) por NanosizeMir. "Philosophyz", "Itsuwaranai Kimi e" e "Watari no Uta" são usados na fandisc como músicas inseridas. Oito dos personagens principais de Rewrite têm temas de música de fundo - as seis heroínas, Haruhiko Yoshino e Sakuya Ohtori. O tema de Kagari é "Hinagiku" (ヒナギク, Daisy); O tema de Kotori é "Nirinsō" (ニリンソウ, Soft Windflower); O tema de Chihaya é "Asagao" (アサガオ, Morning Glory); O tema de Akane é "Anthurium" (アンスリウム, Ansuriumu); O de Shizuru é "Carnation" (カーネーション, Kānēshon); O tema de Lucia é "Sunbright" (サンブライト, Sanburaito); O tema de Yoshino é "DIS is a pain"; por fim, o tema de Sakuya é "Sanka" (散花).
O single de "Philosophyz" foi lançado em 28 de janeiro de 2011. O single continha "Philosophyz" e "Yami no Kanata e" nas versões original, curta e instrumental. Um single para "Rewrite" foi lançado em 27 de maio de 2011. Como nos trabalhos anteriores da Key (excluindo Planetarian: The Reverie of a Little Planet), um álbum de música veio junto com o lançamento na edição limitada do jogo; o álbum, lançado em 24 de junho de 2011, é intitulado Soil e contém versões arranjadas de dez faixas da música do jogo. A trilha sonora original de Rewrite foi lançada pela primeira vez em 12 de agosto de 2011 no Comiket 80, com 63 faixas; foi lançado mais tarde para venda geral em 28 de outubro de 2011. Um álbum remix intitulado Branch foi lançado em 29 de dezembro de 2011 no Comiket 81. A trilha sonora original de Rewrite Harvest festa!, intitulada Feast, foi lançada com a fandisc em 27 de julho de 2012.
Um álbum remix intitulado Dye Mixture com faixas de Rewrite e Harvest festa! foi lançado em 29 de dezembro de 2012 no Comiket 83. Outro álbum remix intitulado Crann Mor com faixas de Rewrite foi lançado em 29 de dezembro de 2015 no Comiket 89. Um single realizado por Mizutani foi lançado em 27 de julho de 2016 para a série de anime intitulada " Philosophyz/Sasayaka na Hajimari ", que contém os temas de abertura e encerramento do anime nas versões original, curta e instrumental. Um álbum remix intitulado Selene com faixas de Rewrite e Harvest festa! foi lançado em 29 de julho de 2016, incluído na edição à venda de Rewrite+. Dois singles para o anime foram lançados em 21 de setembro de 2016: "End of the World / Hetakuso na Uta" por Anri Kumaki e "Word of Dawn / Okiraku Kyūsai" por Tada. Um álbum de música intitulado Pureness Rhapsody, cantado por Saya Shinomiya e Risa Asaki, as atrizes que dublaram Chihaya e Lucia, respectivamente, foi lançado em 29 de dezembro de 2016 no Comiket 91. Mais dois singles para o anime foram lançados em 22 de março de 2017: "Last Desire", de Maon Kurosaki, e "Instincts", de Mizutani. Cada um dos singles e álbuns lançados estavam na gravadora da Key, Key Sounds Label.

## Recepção
Em 2011, Rewrite ficou cinco vezes entre os dez primeiros nas pré-vendas nacionais de jogos para PC no Japão. Os rankings estavam no 9º em janeiro, 4º em fevereiro, 3º em março e duas vezes no 1º em abril e maio. Rewrite ficou em primeiro lugar em termos de vendas nacionais de jogos para PC no Japão em junho de 2011. Rewrite seria classificado duas vezes mais entre os 50 jogos de PC mais vendidos no Japão, em 14 de julho e em 29 de agosto de 2011. De acordo com informações de vendas públicas publicadas no Gamasutra, retiradas do site da Amazon no Japão, Rewrite foi o principal jogo vendido para PC no Japão no dia do seu lançamento. Rewrite estreou como o jogo número 1 vendido no Getchu.com, um dos principais redistribuidores de visual novels e produtos de anime domésticos, durante o mês de seu lançamento, e o número 30 em julho. O jogo continuaria sendo o número 8 vendido no primeiro semestre de 2011, e no número 11, durante todo o ano. Em 2012, Rewrite Harvest Festa! foi classificado três vezes entre os dez primeiros em pré-vendas nacionais de jogos para PC no Japão. As classificações estavam em sexto em abril, terceiro em maio e primeiro em junho. Harvest festa! ficou em primeiro lugar em termos de vendas nacionais de jogos para PC no Japão em julho de 2012.
No dia de seu lançamento, dois varejistas de videogame em Akihabara abriram duas horas mais cedo para as vendas antecipadas de Rewrite. A principal loja Gamers abriu às 7 da manhã para uma fila de cerca de 200 pessoas. A loja Sofmap Amusement abriu às 9h e usou dois andares no prédio de oito andares para as vendas de Rewrite: o quinto andar foi usado para vendas gerais e pedidos antecipados do jogo, enquanto o oitavo andar foi usado exclusivamente para aqueles que haviam reservado sua cópia. Em 2014, a versão de PSP foi revisada pela revista japonesa de videogame Famitsu, que deu uma pontuação geral de 30/40 (das quatro notas dadas indivudualmente: 7, 8, 8 e 7).
A Key realizou uma pesquisa de popularidade de personagens entre 15 e 31 de dezembro de 2011 para todos os personagens do jogo, mesmo os menos importantes. Os três principais vencedores receberiam um papel de parede para download e o primeiro lugar receberia a arte original do papel de parede. Um eleitor pode votar uma vez em até três personagens por dia. Enquanto Shizuru liderava no início, Akane avançou perto do fim. Os três principais vencedores foram Akane com 18.042 votos, Shizuru com 16.839 votos e Lucia com 15.047 votos.

### Legado
Um jogo de aplicativo móvel para iOS e Android intitulado Key Collection, produzido pela Index Corporation e distribuído via Mobage, foi lançado em setembro de 2013. O jogador coleta cartões de raridade variada com personagens de várias visual novels desenvolvidas pela Key, incluindo Rewrite, obtidos através da realização de várias missões de minijogo, para formar uma equipe. O jogador então treina sua equipe para melhorar suas estatísticas e, eventualmente, desafiar outras pessoas que jogam o jogo.
O primeiro volume de uma visual novel para Windows, intitulado Okaken Katsudō Kiroku Gaiden (オカ研活動記録外伝, Occult Club Activity Log Side Story), foi lançado com o quarto volume da coleção de DVD e Blu-ray da série de anime Rewrite, em 21 de dezembro de 2016. O segundo volume da visual novel foi lançado com o oitavo volume da coleção de DVD e Blu-ray do anime em 26 de abril de 2017, e o terceiro volume da visual novel foi lançado com o décimo terceiro volume de DVD e Blu-ray do anime em 27 de setembro de 2017. O jogo é produzido pela VisualArt's e escrito por Ryukishi07.